# Autotemple superficial
El autotemple superficial es un tipo de avería de los carriles ferroviarios, provocado por el patinaje de las ruedas en el arranque de un tren, o el bloqueo de las mismas en el frenado.

## Descripción
El acero del carril, por fricción energética, se calienta por encima del punto crítico. Este calentamiento provoca en el carril un estiramiento rápido por compresión, tras lo cual se enfría rápidamente por convención a la masa fría adyacente. Se produce así un temple superficial que provoca la formación de grietas superficiales en el camino de rodadura, lo que da al carril un aspecto característico llamado piel de serpiente. Estas grietas pueden propagarse hacia el interior.
Esta avería suele presentarse en las zonas de arranque de los trenes pesados, como por ejemplo, en los lugares en los que se ubican las señales. También pueden llegar a producir desnivelaciones locales en la cabeza del carril de hasta 4 milímetros de profundidad, en una longitud de varios centímetros.
Cuando surge esta avería, la única forma de solventar el problema es sustituyendo el carril.
- Datos: Q5712879